# Juan-Pablo Villar
Juan-Pablo Villar (10 de julho de 1982) é um tenista argentino. Sua melhor classificação de simples é o N°. 273 da ATP alcançado em 29 de outubro de 2007, enquanto nas duplas, conquistou a posição de N°. 399 da ATP em 17 de outubro 2011.